# Hochschottern

Gleislage am Bahnsteig vor und nach dem Aufschottern

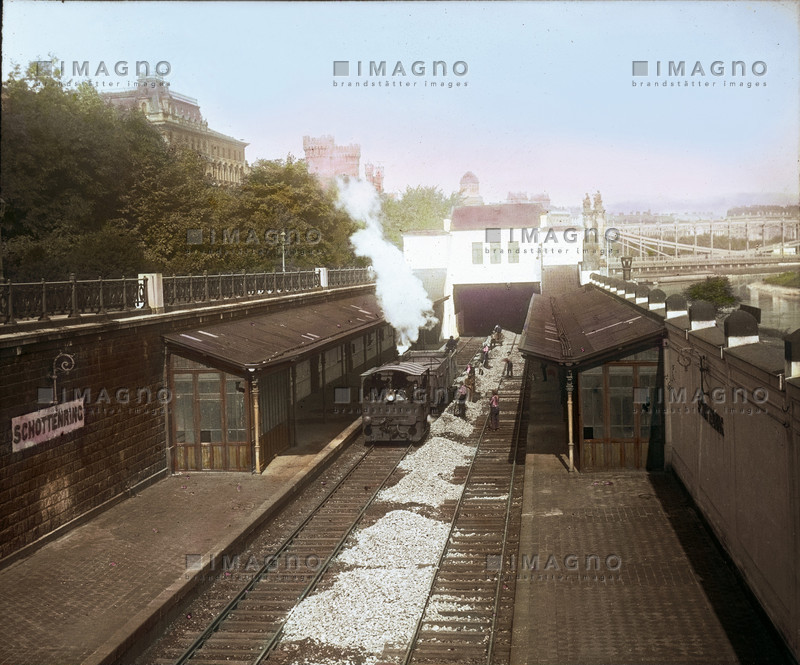
Hochschottern der Station Schottenring für die Wiener Elektrische Stadtbahn, 1925

Als Hochschottern oder auch Aufschottern bezeichnet man das Anheben eines Gleises und damit der Schienenoberkante durch Auffüllen des Gleisbetts mit Schotter.
Im Straßenbahnbau werden U-Bahnabschnitte, die zunächst im Stadtbahnvorlaufbetrieb befahren werden sollen, hochgeschottert, um einen Umbau der Bahnsteige bei der Umstellung auf U-Bahnbetrieb zu vermeiden. Dabei werden von Anfang an Bahnsteige für hochflurige U-Bahnfahrzeuge gebaut, dann das Schotterbett des Gleises durch Hochschottern jedoch so angehoben, dass während des Vorlaufbetriebes konventionelle Straßenbahnzüge mit niedrigem Einstieg und Stadtbahnzüge mit Klappstufen die Bahnsteige bedienen können, und der Bahnsteig auf seiner gesamten Länge nutzbar bleibt.
Das Hochschottern und spätere Abtragen des Schotters ist wesentlich weniger aufwändig und damit preisgünstiger als ein Umbau des Bahnsteiges, da der Ein- und Ausbau des Gleises und das Aufschütten und Abtragen des Schotters durch spezielle Gleisbaumaschinen rationell und großenteils automatisiert vollzogen werden können. Nachteilig ist, dass Tunnel höher gebaut werden müssen, um auch nach dem Aufschottern ein ausreichendes Lichtraumprofil zu bieten.
Eine Alternative zum Hochschottern ist der Einbau von geteilten Bahnsteigen mit hohen und niedrigen Abschnitten, was im Vergleich zum Hochschottern die nutzbare Bahnsteiglänge für einzelne Züge verkürzt, aber einen flexibleren Fahrzeugeinsatz erlaubt. Geteilte Bahnsteige wurden zum Beispiel in manchen Bahnhöfen der Stadtbahn Stuttgart eingebaut.
Wie viele Provisorien bestehen auch hochgeschotterte Tunnelabschnitte oft über längere Zeit oder dauerhaft, wenn der Endausbau zur U-Bahn aus politischen und finanziellen Gründen unterbleibt oder zurückgestellt  wurde.

## Beispiele
Hochgeschotterte Bahnsteige befinden sich zum Beispiel in der Stadtbahnstation Bochum Hauptbahnhof, Ebene −3. Auf zwei parallelen Mittelbahnsteigen sind hier die beiden äußeren Gleise hochgeschottert, während sie von den inneren Gleisen als normale Hochbahnsteige genutzt werden.
Ein besonderes Beispiel für die durch Hochschottern erreichbare Flexibilität ist die Station Köln-Chorweiler der Stadtbahn Köln, welche von ihrer Eröffnung 1973 bis 1995 hochgeschottert war und mit Straßenbahnwagen der Linie 9 mit niedrigem Einstieg bedient wurde. Für eine Linienumstellung 1995 wurde das Gleis um 55 cm abgesenkt, um die Station mit hochflurigen Stadtbahnwagen der Linie 18 bedienen zu können. Im Zuge einer weiteren Linienreform im Jahr 2001 wurde Chorweiler wiederum dem Niederflurnetz zugeschlagen, dann im Sommer 2007 erneut aufgeschottert und seitdem von Niederflurstadtbahnwagen mit 35 cm Einstiegshöhe angefahren.